# NHK島立ラジオ放送所

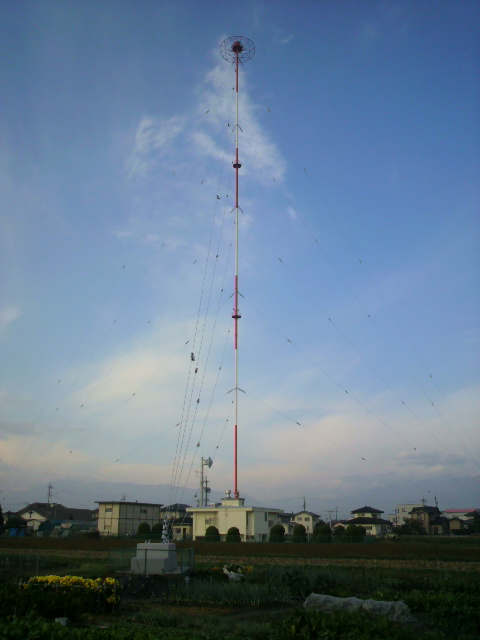
NHK島立ラジオ放送所

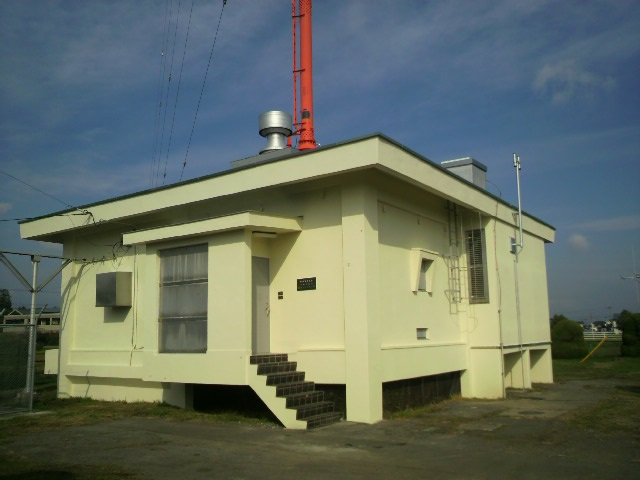
建物近景

NHK島立ラジオ放送所（エヌエイチケイしまだちラジオほうそうしょ）は、長野県松本市にあるNHK長野放送局中波放送の中継局である。

## 概要
- 当中継局は、松本市島立字三ノ宮3433番地に置かれ、松本地域へ電波を発射している。
- 以前は同市笹部4丁目に所在していたが、1962年7月1日に現在地からの送信を開始した。
- 信越放送の中波放送については、SBC松本放送局に記述する。

## 送信施設概要
| 放送局名 全てNHK長野 | コールサイン | 周波数  | 空中線電力 | 放送対象地域 | 放送区域内世帯数 | 空中線形式         |
| ラジオ第1            | （JOSG）     | 540kHz  | 1kW        | 長野県       | 約13万世帯       | 3方5段支線式円管柱 |
| ラジオ第2            | （JOSC）     | 1512kHz | 1kW        | 全国         | 約13万世帯       | 3方5段支線式円管柱 |

- コールサインは、松本放送局の支局降格に伴い、現在廃止されている。なお、松本支局が放送局だった時代は、当放送所は親局だった。